# Guyana Olandese ai Giochi della XIX Olimpiade
La Guyana Olandese (l'odierno Suriname) partecipò ai Giochi della XIX Olimpiade che si sono svolti a Città del Messico dal 12 al 27 ottobre 1968, con una delegazione di un solo atleta, il velocista Eddy Monsels, che gareggiò nei 100 metri riuscendo a superare il primo turno eliminatorio. Fu la seconda partecipazione di questo paese ai Giochi. Non fu conquistata nessuna medaglia.